# Východočeský kraj
Východočeský kraj je bývalá správní jednotka Československa. Po zrušení krajských národních výborů v roce 1990 zůstal pouze jednotkou územního členění. V roce 2000 na jeho území vznikl Královéhradecký kraj, Pardubický kraj, část Libereckého kraje a část kraje Vysočina. S koncem roku 2020 byl zcela zrušen.
Sídlem kraje byl Hradec Králové. Vedle východu a severovýchodu Čech k němu náležel také severozápadní okraj Moravy, přesto se často celému území kraje zjednodušeně a nepřesně říkalo východní Čechy. Východočeský kraj sousedil se Severočeským krajem na severozápadě, Středočeským krajem na západě, Jihočeským krajem na jihozápadě, Jihomoravským krajem na jihu a Severomoravským krajem na východě. Na severu a severovýchodě sousedil s Polskem, konkrétně s Dolnoslezským vojvodstvím, resp. v letech 1975–98 s vojvodstvími Jelenohorským a Valbřišským.

## Vymezení
Kraj byl vymezen územím jedenácti nově zavedených „velkých“ okresů: Havlíčkův Brod, Hradec Králové, Chrudim, Jičín, Náchod, Pardubice, Rychnov nad Kněžnou, Semily, Svitavy, Trutnov a Ústí nad Orlicí. Okresy Hradec Králové, Jičín, Náchod, Rychnov nad Kněžnou a Trutnov od roku 2000 tvoří území samosprávného Královéhradeckého kraje, okresy Chrudim, Pardubice, Svitavy a Ústí nad Orlicí tvoří území samosprávného Pardubického kraje. Semily spolu s třemi okresy někdejšího Severočeského kraje tvoří území samosprávného Libereckého kraje a Havlíčkův Brod spolu se třemi okresy bývalého Jihomoravského kraje a jedním okresem bývalého Jihočeského kraje tvoří území samosprávného kraje Vysočina.
Zpočátku ke kraji náležely i obce Ježov, Snět a Šetějovice a katastrální území Žibřidovice, Martinice u Dolních Kralovic a Blažejovice.[zdroj?]

## Vývoj
Východočeský kraj byl vytvořen 11. dubna 1960 zákonem o územním členění státu jako jeden z 10 nových „velkých“ krajů Československa. Původně byl Východočeský kraj i správní jednotkou, která měla také vlastní volený orgán – krajský národní výbor. V roce 1990 byly krajské národní výbory zrušeny a jejich kompetence byly rozděleny mezi stát a okresní úřady. Ústavním zákonem č. 347/1997 Sb., o vytvoření vyšších územně samosprávných celků, a zákonem č. 129/2000 Sb., o krajích, vznikly samosprávné kraje, na které přešly kompetence z rušených okresních úřadů a ze státní úrovně. Na území Východočeského kraje vznikl Královéhradecký kraj, Pardubický kraj, část Libereckého kraje a část kraje Vysočina. Východočeský kraj zůstal pouze jednotkou územního členění. Kraj zanikl 1. ledna 2021 nabytím účinnosti nového zákona o územně správním členění státu.
Poštovní směrovací čísla míst v někdejším Východočeském kraji (s přesahem do okresů Žďár nad Sázavou a Jihlava) začínají číslicí 5. Také čísla dopravních závodů ČSAD ve Východočeském kraji začínala číslicí 5.